# Трифекта
Трифекта (от англ. trifecta, англ. tri-, три и англ. perfecta, вид ставки с угадыванием первых трёх мест, также терция от фр. tiercé) — вид комбинированной ставки в тотализаторе. В этой ставке игрок пытается угадать победителя, а также второго и третьего призёров в гонке, заезде или забеге. Выплата выигрыша производится только в том случае, если три указанные в ставке лошади (или гонщика, или собаки) придут к финишу первыми и в указанном порядке.

## История
Идея ставки была предложена французом Андре Камю. Первый раз использовалась на ипподроме в 1954 году. Слово «трифекта» употребляется с 1974 года.

## Другие значения
В переносном смысле — три сочетающихся благоприятных или неблагоприятных события, троекратное везение или невезениe. По свидетельству одного из сотрудников американского президента Буша, он сказал после теракта 11 сентября, «повезло с трифектой» (англ. Lucky me, I hit the trifecta), что хорошо отражает как оттенок невезения, так и везения (поскольку катастрофа позволила Бушу сохранить дефицитный бюджет в условиях рецессии).